# Bisdom Paulo Afonso
Het bisdom Paulo Afonso (Latijn: Dioecesis Paulalfonsanensis) is een rooms-katholiek bisdom met als zetel Paulo Afonso, in Brazilië. Het bisdom is suffragaan aan het aartsbisdom Feira de Santana.

## Geschiedenis
Het bisdom werd opgericht op 14 september 1971, uit delen van het bisdom Bonfim, en was suffragaan aan aartsbisdom São Salvador da Bahia. Op 16 januari 2002 veranderde het van kerkprovincie en werd suffragaan aan het nieuw verheven aartsbisdom Feira de Santana.

## Parochies
Het bisdom had in 2021 een oppervlakte van 26.970 km2 en telde 423.320 inwoners waarvan 74,3% rooms-katholiek was.

## Bisschoppen
- Jackson Berenguer Prado (8 oktober 1971 - 17 augustus 1983)
- Aloysio José Leal Penna (21 mei 1984 - 30 oktober 1987)
- Mário Zanetta (15 juni 1988 - 13 november 1998)
- Esmeraldo Barreto de Farias (22 maart 2000 - 28 februari 2007)
- Guido Zendron (12 maart 2008 - heden)

Feira de Santana (aartsbisdom) · Barra · Barreiras · Bonfim · Irecê · Juazeiro · Paulo Afonso · Ruy Barbosa · Serrinha